# Tunjščica
Tunjščica tudi Tunca je okoli 14 km dolg potok, ki predstavlja levi pritok Pšate. Izvira na višini 750 mnm, na južnem pobočju Krvavca v Kamniško-Savinjskih Alpah nad zaselkom Senožeti. Teče mimo naselij Tunjiška Mlaka ter Gore pri Komendi do Most pri Komendi, kjer se izliva v Pšato. Povirni krak Tunjščice je tudi potok Praporščica.